# Киријакос Каратаидис
Киријакос Каратаидис (грч. Κυριάκος Καραταΐδης; Костур, 4. јул 1965) бивши је грчки фудбалер.

## Каријера
Рођен је у селу Оинои, код града Костур (Касторија). Фудбалску каријеру је започео у локалном клубу Флатсата 1981. године, а потом је играо за Касторију годину дана касније (1982). Играо је на позицији одбрамбеног играча.
Године 1988, Каратаидис је прешао у Олимпијакос из Пиреја. У клубу је остао до краја играчке каријере, док се није повукао 2001. године. Са Олимпијакосом је освојио пет узастопних првенстава Грчке и три пехара у купу.
За репрезентацију Грчке одиграо је 34 утакмице, у периоду од 1990. до 1998. године. Дебитовао је у дресу са државним грбом 17. јануара 1990. у пријатељском мечу против Белгије (2:0). Био је у саставу грчке репрезентације на Светском првенству 1994. године, које је одржано у Сједињеним Државама.

## Трофеји
Олимпијакос
- Првенство Грчке: 1997, 1998, 1999, 2000, 2001.
- Куп Грчке: 1990, 1992, 1999.
- Суперкуп Грчке: 1992.